# Мажд-эль-Курум
Мажд-эль-Курум (также Мажд-эль-Крум; ивр. מג'ד אל-כרום‎, араб. مجد الكروم‎) — местный совет в Северном округе Израиля, около 16 километров к востоку от Акко. Его площадь составляет 9 000 дунамов. Мажд-эль-Курум получил статус местного совета в 1964 году. Название деревни переводится как «Виноградник славы», что отражает славу города за качество виноградной лозы.

## Население
По данным Центрального статистического бюро Израиля, население на начало 2020 года составляло 15 455 человек.
Ежегодный прирост населения — 0,0 %.